# Arahitogami
Arahitogami (japanisch 現人神 oder auch 荒人神) ist ein japanischer Begriff, mit der wörtlichen Bedeutung „Kami, der als Mensch erscheint.“ Der erste Beleg für den Begriff ist im Kojiki aus dem 8. Jahrhundert.
Im Shintō ist die Verehrung der Seelen Verstorbener als Kami üblich. Im Gegensatz dazu wird hier eine noch lebende Person bereits als Kami verehrt. Im in der Meiji-Zeit begründeten Staats-Shintō wurde diese Bezeichnung für den Tennō (Kaiser) verwendet, um seine Göttlichkeit zu unterstreichen.
Die Göttlichkeit des japanischen Kaisers wurde vom Shōwa-tennō in seiner auch als Ningen-sengen (人間宣言 „Erklärung der Menschlichkeit“) bezeichneten Neujahrserklärung 1946 zurückgewiesen und erklärt, die Bande zwischen ihm und seinem Volk hätten von jeher auf Vertrauen und Zuneigung und nicht auf Legenden und Mythen basiert. Dabei wurde allerdings statt Arahitogami der weniger geläufige Ausdruck Akitsumikami (現御神, aber auch 現神, 現為明神, 明神 oder 明御神) verwendet:

「朕ト爾等國民トノ間ノ紐帯ハ、終始相互ノ信頼ト敬愛トニ依リテ結バレ、單ナル神話ト傳説トニ依リテ生ゼルモノニ非ズ。天皇ヲ以テ現御神トシ、且日本國民ヲ以テ他ノ民族ニ優越セル民族ニシテ、延テ世界ヲ支配スベキ運命ヲ有ストノ架空ナル觀念ニ基クモノニモ非ズ。」

„Die Bande zwischen Uns und Unserem Volk beruhten immer auf gegenseitigem Vertrauen und gegenseitiger Verehrung und sind keineswegs Produkte reiner Mythen und Legenden. Sie beruhen nicht auf dem Wahn, der Tennô sei ein gegenwärtiger Gott [akitsumikami] und das japanische Volk anderen überlegen, oder es hätte gar die Aufgabe, die Welt zu beherrschen.“

Manche Kritiker sind der Auffassung, der Tennō habe mit dieser Zurückweisung nur eine übernatürliche Qualität für sich verneint, die er tatsächlich, auch nach shintōistischen Vorstellungen nie besessen habe, um den christlichen Vorstellungen eines Gottes zu genügen, von denen man annahm, die Besatzer hätten sie in ihrer Forderung nach der Zurückweisung des Göttlichkeitsstatus gemeint. Eine weitere Position von Kritikern ist, dass es gar nicht in der Macht des Tennō gelegen habe, seine Göttlichkeit im Sinne einer Kami-Natur (神格性, shinkaku-sei) qua Abstammung von Amaterasu zurückzuweisen, da es sich dabei um ein historisches Faktum handele.
In der japanischen Verfassung von 1947 hat der Tennō nur noch die Rolle eines Symbols des Staates. Er ist weiterhin der oberste Priester im Shintō. In der privat abgehaltenen Zeremonie Dajiō-sai (大嘗祭; früher auch Ōnihe-no-matsuri) wird ein namentlicher Tennō – nach der (säkularen und staatlichen) Thronbesteigung (即位の礼, sokui no rei) – auch wirklich zu einem Tennō, in dem er zusammen mit Amaterasu Reis kostet und dabei ihren Geist verkörpert. Er wird dadurch unter anderem zum Akitsumikami. Diese Zeremonie ist allerdings seit Kriegsende keine staatliche (国事行為, kokuji kōi) mehr, sondern hat nur noch religiöse Funktion. Radikale Tennōisten und Nationalisten (wie die rechtsextremen Uyoku, aber auch konservative Politiker und Shintōisten) fordern allerdings die neuerliche Verstaatlichung des Dajiō-sai. Dagegen sprechen momentan Artikel 20 und 89 der Verfassung.